# New England Patriots 1994
La stagione 1994 dei New England Patriots è stata la 25ª della franchigia nella National Football League, la 35ª complessiva e la seconda con Bill Parcells come capo-allenatore. Robert Kraft, acquistò la squadra dal precedente proprietario James Orthwein impedendone il trasferimento a St. Louis. I Patriots conclusero con dieci vittorie e sei sconfitte al secondo posto della division, guidati dal quarterback al secondo anno Drew Bledsoe che stabilì l'allora record NFL per passaggi tentati in una stagione. Raggiunsero così i playoff per la prima volta dal 1986 ed ebbero la loro prima stagione con più vittorie che sconfitte dal 1988.

## Calendario
| Turno    | Avversario            | Punteggio | Risultato | Record | Pubblico | TV ora      |
| -------- | --------------------- | --------- | --------- | ------ | -------- | ----------- |
| 1        | at Miami Dolphins     | 35–39     | S         | 0–1    | 71,023   | 4:05ET NBC  |
| 2        | Buffalo Bills         | 35–38     | S         | 0–2    | 60,274   | 1:00ET NBC  |
| 3        | at Cincinnati Bengals | 31–28     | V         | 1–2    | 46,640   | 1:00ET NBC  |
| 4        | at Detroit Lions      | 23–17     | V         | 2–2    | 59,618   | 1:00ET NBC  |
| 5        | Green Bay Packers     | 17–16     | V         | 3–2    | 57,522   | 1:00ET FOX  |
| 6        | Los Angeles Raiders   | 17–21     | S         | 3–3    | 59,889   | 4:05ET NBC  |
| 7        | at New York Jets      | 17–24     | S         | 3–4    | 71,123   | 1:00ET NBC  |
| 8        | Pausa                 |           |           |        |          |             |
| 9        | Miami Dolphins        | 3–23      | S         | 3–5    | 59,167   | 4:05ET NBC  |
| 10       | at Cleveland Browns   | 6–13      | S         | 3–6    | 73,878   | 4:05ET NBC  |
| 11       | Minnesota Vikings     | 26–20     | V         | 4–6    | 58,382   | 1:00ET FOX  |
| 12       | San Diego Chargers    | 23–17     | V         | 5–6    | 59,690   | 1:00ET NBC  |
| 13       | at Indianapolis Colts | 12–10     | V         | 6–6    | 43,839   | 8:15ET ESPN |
| 14       | New York Jets         | 24–13     | V         | 7–6    | 60,138   | 1:00ET NBC  |
| 15       | Indianapolis Colts    | 28–13     | V         | 8–6    | 57,656   | 1:00ET NBC  |
| 16       | at Buffalo Bills      | 41–17     | V         | 9–6    | 56,784   | 1:00ET NBC  |
| 17       | at Chicago Bears      | 13–3      | V         | 10–6   | 60,178   | 1:00ET NBC  |
| Playoff  |                       |           |           |        |          |             |
| Wildcard | at Cleveland Browns   | 13–20     | S         | 10–7   | 77,452   | 12:30ET NBC |

## Classifiche
| AFC East                 | AFC East | AFC East | AFC East | AFC East | AFC East | AFC East | AFC East |
|                          | V        | S        | P        | %        | PF       | PS       | Str.     |
| ------------------------ | -------- | -------- | -------- | -------- | -------- | -------- | -------- |
| (3) Miami Dolphins       | 10       | 6        | 0        | .625     | 389      | 327      | V1       |
| (5) New England Patriots | 10       | 6        | 0        | .625     | 351      | 312      | V7       |
| Indianapolis Colts       | 8        | 8        | 0        | .500     | 307      | 320      | V2       |
| Buffalo Bills            | 7        | 9        | 0        | .438     | 340      | 356      | S3       |
| New York Jets            | 6        | 10       | 0        | .375     | 264      | 320      | S5       |

## Premi
- Bill Parcells:

allenatore dell'anno